# Chadshunt
Chadshunt is een civil parish in het bestuurlijke gebied Stratford-on-Avon, in het Engelse graafschap Warwickshire. In 2001 telde het civil parish 66 inwoners. Chadshunt komt in het Domesday Book (1086) voor als 'Cedelehunte'.